# 1000 millones
1000 millones fue una telenovela argentina emitida entre el 18 de junio de 2002 y el 29 de noviembre de 2002 por Canal 13 a las 19:00 hs. Fue producida por Central Park Producciones y Yair Dori International y dirigida por Diana Álvarez. Protagonizada por Gustavo Bermúdez y Araceli González. Coprotagonizada por Fabián Mazzei, Gloria Carrá, Claudio Gallardou, Villanueva Cosse y Norberto Díaz. Antagonizada por Romina Gaetani. También, contó con las actuaciones especiales de Rita Cortese, María Valenzuela y el primer actor Héctor Bidonde. Y la participación de Agustina Cherri como protagonista invitada.

## Argumento
La historia es la de un trabajador de un astillero que recibe sorpresivamente una herencia de su padre biológico.
Julián Vargas (Gustavo Bermúdez) descansa de su arduo trabajo en un astillero, junto a un amigo que habla de todo lo que haría si le cayera del cielo una cuantiosa fortuna. A Julián el dinero no lo tienta ni como sueño. Su idea del paraíso está más o menos al alcance de la mano: el asado con sus compañeros de trabajo (Fabián Mazzei) y (Diego Olivera), la conquista rápida de una mujer atractiva, la cervecita en su casa de soltero siempre desordenada, alojar a un perrito callejero.
A Carolina (Araceli González) también se la descubre de entrada: estudiosa (prepara su último examen para recibirse de contadora), buena chica, linda, pero siempre insegura. Prendada de su vecino, ex noviecito, amigo de la infancia, devenido en candidato inconveniente para una mujer que ha decidido "progresar".
La historia pondrá a Julián, hijo adoptivo, frente al padre biológico que no conoce y que, antes de morir, lo hace heredero de un holding de mil millones de pesos. El millonario es Héctor Bidonde, quien hacía casi el mismo personaje (solo que no moría) en la novela "Hombre de mar" (1997).
En el medio, un par de situaciones hablan de lo buenos que son los unos, y de lo malos y/o oportunistas que serán los otros. Así, en la casa de Julián, la modestia se da la mano con la solidaridad: el cariño y la alegría del vivir encarnados en mamá Dominga (Rita Cortese), la tía un poco loca (María Valenzuela) y la hermanita coqueta (Agustina Cherri). Mientras tanto, en la empresa, una seductora Pilar (Romina Gaetani) despliega todas las armas posibles para hacerse un lugar junto al director del holding, un tal doctor Lanari (Norberto Díaz).

## Cortina musical
El tema de apertura de "1000 millones" es " Cuando te vi" interpretado por Vicentico.

## Elenco
Los actores de esta telenovela son:

### Protagonistas
- Gustavo Bermúdez como Julián Vargas.
- Araceli González como Carolina Marín.

### Elenco estelar
- Protagonista invitada: Agustina Cherri como Gisela Vargas.
- Romina Gaetani como Pilar Arias.
- Actuación especial de Rita Cortese como Dominga Cudini de Vargas.
- Gloria Carrá como Gladys.
- Claudio Gallardou como Pedro Bermejo.
- Villanueva Cosse como Ignacio Prado Calets.
- Norberto Díaz como Marcos Lanari.
- Fabián Mazzei como Diego Vargas.

### Elenco coprotagónico
- Diego Olivera como Luis Mujica.
- Beatriz Spelzini como Isabel Lanari.
- José Luis Mazza como Elmer.
- Pablo Novak como Patricio Elizalde Prado Calets.
- Agustina Lecouna como Magdalena Prado Calets.
- Sergio Surraco como Silvio.
- Roxana Randon como Josefina "Fina" Prado Calets.
- Martín Adjemián como Jesús Marín.
- Osvaldo Tesser como Cecilio.
- Isabel Macedo como Carmen.
- Gastón Ricaud como Gonzalo.
- Érica Rivas como Paula.
- Mariano Torre como Iván Lanari.
- Karina Buzeki como Ana.
- Guillermo Marcos como Bernardo.
- Francisco Nápoli como Cayetano.
- Benjamín Amadeo  como Lautaro.
- Gustavo Guillén como Álvaro Lagos.
- Érika Manuale
- Sonsoles Segovia como Flor.

### Actuaciones especiales
- Juan Gil Navarro como Ariel.
- Iliana Calabró como Rita.
- Guido Gorgatti.
- Daniel Kuzniecka como Adrián.
- Carolina Papaleo como Valeria.
- Salo Pasik como Peruccio.
- Humberto Serrano como Roque.
- Liliana Simoni como Yolanda.
- María Valenzuela como Corina Cudini.
- Julieta Novarro como Victoria / Virginia Bucios.

### Y el primer actor
- Héctor Bidonde como Manuel Hipólito Prado Calets